# Regió de Hinterrhein
La Regió de Hinterrhein és una de les 11 regions del cantó dels Grisons (Suïssa). És una regió bilingüe amb l'alemany i el romanx com a llengua oficial i està formada per 38 municipis repartits en 5 cercles comunals. Té una població de 12415 habitants (cens de 2007) i una superfície de 617,63 km². El cap de la regió és Hinterrhein.

## Municipis
| Cercle d'Avers | Cercle d'Avers | Cercle d'Avers       | Cercle d'Avers    | Cercle d'Avers |
| Escut          | Nom            | Població (Des. 2007) | Superfície in km² | Núm. OFS       |
| -------------- | -------------- | -------------------- | ----------------- | -------------- |
| Avers          | Avers          | 170                  | 93.12             |                |

| Cercle de Domleschg | Cercle de Domleschg | Cercle de Domleschg  | Cercle de Domleschg | Cercle de Domleschg |
| Escut               | Nom                 | Població (Des. 2007) | Superfície in km²   | Núm. OFS            |
| ------------------- | ------------------- | -------------------- | ------------------- | ------------------- |
| Almens              | Almens              | 221                  | 8.34                |                     |
| Fürstenau           | Fürstenau           | 332                  | 1.32                |                     |
| Paspels             | Paspels             | 454                  | 4.59                |                     |
| Pratval             | Pratval             | 234                  | 0.77                |                     |
| Rodels              | Rodels              | 264                  | 1.68                |                     |
| Rothenbrunnen       | Rothenbrunnen       | 303                  | 3.11                |                     |
| Scharans            | Scharans            | 818                  | 14.29               |                     |
| Sils im Domleschg   | Sils im Domleschg   | 842                  | 9.28                |                     |
| Tomils              | Tomils              | 709                  | 30.56               |                     |

| Cercle de Rheinwald | Cercle de Rheinwald | Cercle de Rheinwald  | Cercle de Rheinwald | Cercle de Rheinwald |
| Escut               | Nom                 | Població (Des. 2007) | Superfície in km²   | Núm. OFS            |
| ------------------- | ------------------- | -------------------- | ------------------- | ------------------- |
| Hinterrhein         | Hinterrhein         | 78                   | 48.30               |                     |
| Nufenen             | Nufenen             | 151                  | 28.03               |                     |
| Splügen             | Splügen             | 421                  | 60.49               |                     |
| Sufers              | Sufers              | 127                  | 34.62               |                     |

| Cercle de Schams  | Cercle de Schams  | Cercle de Schams     | Cercle de Schams  | Cercle de Schams |
| Escut             | Nom               | Població (Des. 2007) | Superfície in km² | Núm. OFS         |
| ----------------- | ----------------- | -------------------- | ----------------- | ---------------- |
| Andeer            | Andeer            | 881                  | 46.30             |                  |
| Casti-Wergenstein | Casti-Wergenstein | 60                   | 25.62             |                  |
| Donat             | Donat             | 221                  | 4.67              |                  |
| Ferrera           | Ferrera           | 84                   | 75.46             |                  |
| Lohn              | Lohn              | 50                   | 8.17              |                  |
| Mathon            | Mathon            | 55                   | 15.13             |                  |
| Rongellen         | Rongellen         | 45                   | 2.02              |                  |
| Zillis-Reischen   | Zillis-Reischen   | 397                  | 24.48             |                  |

| Cercle de Thusis | Cercle de Thusis | Cercle de Thusis     | Cercle de Thusis  | Cercle de Thusis |
| Escut            | Nom              | Població (Des. 2007) | Superfície in km² | Núm. OFS         |
| ---------------- | ---------------- | -------------------- | ----------------- | ---------------- |
| Cazis            | Cazis            | 1503                 | 7.26              |                  |
| Flerden          | Flerden          | 204                  | 6.09              |                  |
| Masein           | Masein           | 394                  | 4.20              |                  |
| Portein          | Portein          | 22                   | 3.42              |                  |
| Präz             | Präz             | 161                  | 11.35             |                  |
| Sarn             | Sarn             | 142                  | 7.60              |                  |
| Tartar           | Tartar           | 168                  | 1.55              |                  |
| Thusis           | Thusis           | 2633                 | 6.81              |                  |
| Tschappina       | Tschappina       | 162                  | 24.67             |                  |
| Urmein           | Urmein           | 109                  | 4.33              |                  |